# ジョン・リンジー＝クロフォード (第3代ガーノック子爵)
第3代ガーノック子爵ジョン・リンジー＝クロフォード（英語: John Lindsay-Crawford, 3rd Viscount Garnock、1722年7月5日 – 1739年9月22日）は、スコットランド貴族。

## 生涯
第2代ガーノック子爵パトリック・リンジー＝クロフォードとマーガレット・ヒューム（Margaret Home、1737年12月11日没?、ジョージ・ヒュームの娘）の長男として、1722年7月5日に生まれた。
1735年5月24日に父が死去すると、ガーノック子爵の爵位を継承した。しかし、ジョンは1739年9月22日に生涯未婚のままエディンバラで早世、弟ジョージが爵位を継承した。